# Tunisie aux Jeux olympiques d'été de 2008
La Tunisie a participé aux Jeux olympiques d'été de 2008 à Pékin (Chine). C'était sa 12e participation à des Jeux d'été. 27 sportifs y ont concouru dans dix sports individuels.

## Médaillés
| Sport              | Discipline                  | Sportifs         | Performance    |
| Médailles d'or : 1 |                             |                  |                |
| Natation           | 1 500 mètres nage libre (H) | Oussama Mellouli | 14 min 40 s 84 |

## Résultats par épreuve

### Athlétisme
| Nom               | Épreuve                                 | Résultat                                                         |
| ----------------- | --------------------------------------- | ---------------------------------------------------------------- |
| Hommes            |                                         |                                                                  |
| Hatem Ghoula      | 50 km marche hommes 20 km marche hommes | 33e avec 4 h 03 min 47 s 27e avec 1 h 23 min 44 s                |
| Hassanine Sebei   | 20 km marche hommes                     | 34e avec 1 h 25 min 23 s                                         |
| Femmes            |                                         |                                                                  |
| Leila Ben Youssef | Saut à la perche dames                  | 17e en tour préliminaire avec 4 mètres                           |
| Habiba Ghribi     | 3 000 mètres steeple dames              | 5e en séries avec 9 min 25 s 50 13e en finale avec 9 min 36 s 43 |

### Boxe
| Nom                      | Épreuve                       | Résultat |
| ------------------------ | ----------------------------- | --- |
| Hommes                   |                               | |
| Walid Cherif             | Mouches (moins de 51 kg)      | battu par Vincenzo Picardi ( Italie) par 7-5 (1/4 de finale) |
| Hamza Hassini (en)       | Super légers (moins de 64 kg) | battu par Morteza Sepahvand (en) ( Iran) par 16-4 (1/16 de finale) |
| Saifeddine Nejmaoui (en) | Légers (moins de 60 kg)       | battu par Aleksey Tishchenko ( Russie) par 10-2 (1/16 de finale) |
| Mourad Sahraoui          | Mi-lourds (moins de 81 kg)    | battu par Zhang Xiaoping ( Chine) par 3-1 (1/16 de finale) |
| Alaa Shili (en)          | Plumes (moins de 57 kg)       | * vainqueur de Stephen Sutherland (en) ( Australie) par 14-2 (1/16 de finale) * vainqueur de Lee Ok-sung ( Corée du Sud) par 11-6 (1/8 de finale) * battu par Vincenzo Picardi ( Italie) (1/4 de finale) |

### Cyclisme
| Nom           | Épreuve         | Résultat                                        |
| ------------- | --------------- | ----------------------------------------------- |
| Hommes        |                 |                                                 |
| Rafaâ Chtioui | Course en ligne | 87e avec 7 h 3 min 4 à 39 min 15 s du vainqueur |

### Escrime
| Nom           | Épreuve                  | Résultat |
| ------------- | ------------------------ | --- |
| Femmes        |                          | |
| Azza Besbes   | Sabre individuel dames   | * vainqueur de Jyoti Chetty (en) ( Afrique du Sud) par 15-2 (premier tour) * vainqueur de Léonore Perrus ( France) par 15-11 (1/16 de finale) * vainqueur d'Olya Ovtchinnikova (en) ( Canada) par 15-12 (1/8 de finale) * battue par Rebecca Ward ( États-Unis) par 14-15 (1/4 de finale) |
| Inès Boubakri | Fleuret individuel dames | battue par Luan Jujie ( Canada) par 13-9 (premier tour) |

### Haltérophilie
| Nom                   | Épreuve        | Résultat                  |
| --------------------- | -------------- | ------------------------- |
| Hommes                |                |                           |
| Khalil El Maaoui (en) | Moins de 56 kg | non classé (126 + 0)      |
| Hanene Ourfelli       | Moins de 63 kg | 16e avec 175 kg (80 + 95) |

### Judo
| Nom                | Épreuve        | Résultat |
| ------------------ | -------------- | --- |
| Hommes             |                | |
| Youssef Badra (en) | Moins de 81 kg | battu par (en) ( Monténégro) par yuko (premier tour)                                                                                       |
| Anis Chedly        | Plus de 100 kg | battu par Teddy Riner ( France) par yuko (1/16 de finale)                                                                                  |
| Femmes             |                | |
| Nihel Cheikhrouhou | Plus de 78 kg  | * vainqueur de Carmen Chalá (en) ( Équateur) par ippon (1/16 de finale) * battue par Kim Na-young ( Corée du Sud) par yuko (1/8 de finale) |
| Nesria Jelassi     | Moins de 57 kg | * vainqueur de Yurisleidy Lupetey ( Cuba) par ippon (second tour) * battue par Maria Pekli ( Australie) par ippon (1/4 de finale)          |
| Chahnez M'barki    | Moins de 48 kg | battue par Lyudmyla Lusnikova (en) ( Ukraine) par ippon (premier tour)                                                                     |
| Houda Miled        | Moins de 78 kg | battue par Stéphanie Possamaï ( France) par ippon (1/8 de finale)                                                                          |

### Lutte
| Nom                 | Épreuve                              | Résultat                                                        |
| ------------------- | ------------------------------------ | --------------------------------------------------------------- |
| Hommes              |                                      |                                                                 |
| Haykel Achouri (en) | Lutte gréco-romaine - Moins de 84 kg | battu par Shalva Gadabadze (en) ( Azerbaïdjan) en 1/8 de finale |
| Adnan Rhimi (en)    | Lutte libre - Moins de 84 kg         | battu par Harutyun Yenokyan (en) ( Arménie) en 1/8 de finale    |
| Femmes              |                                      |                                                                 |
| Marwa Amri          | Lutte féminine - Moins de 55 kg      | battue par Jackeline Rentería ( Colombie) en 1/8 de finale      |
| Naziha Hamza        | Lutte féminine - Moins de 48 kg      | pas de participation                                            |

### Natation
| Nom              | Épreuve                                                             | Résultat                                                                                              |
| ---------------- | ------------------------------------------------------------------- | --- |
| Hommes           |                                                                     | |
| Oussama Mellouli | 400 mètres nage libre 200 mètres nage libre 1 500 mètres nage libre | 5e en finale avec 3 min 43 s 45 · 8e en séries avec 1 min 47 s 97 · Médaillé d'or avec 14 min 40 s 84 |

### Taekwondo
| Nom               | Épreuve       | Résultat |
| ----------------- | ------------- | --- |
| Femmes            |               | |
| Khaoula Ben Hamza | Plus de 67 kg | * battue par María del Rosario Espinoza ( Mexique) par 4-0 (1/8 de finale) * battue par Karolina Kedzierska (en) ( Suède) par 5-4 (repêchage) |

### Tennis
| Nom         | Épreuve      | Résultat                                                               |
| ----------- | ------------ | ---------------------------------------------------------------------- |
| Femmes      |              |                                                                        |
| Selima Sfar | Simple dames | battue par Caroline Wozniacki ( Danemark) par 6-4 / 6-1 (premier tour) |